# L'Open 35 de Saint-Malo 2024
L'Open 35 de Saint-Malo 2024 è un torneo femminile di tennis giocato sulla terra rossa. È la 29ª edizione del torneo che fa parte della categoria WTA 125. Si gioca al Tennis Club J.A Saint-Malo di Saint-Malo in Francia dal 29 aprile al 5 maggio 2024.

## Partecipanti al singolare

### Teste di serie
| Nazionalità | Giocatrice       | Ranking* | Testa di serie |
| ----------- | ---------------- | -------- | -------------- |
| Francia     | Clara Burel      | 44       | 1              |
|             | Anna Blinkova    | 45       | 2              |
| Stati Uniti | Peyton Stearns   | 87       | 3              |
| Francia     | Varvara Gracheva | 91       | 4              |
| Australia   | Daria Saville    | 96       | 5              |
| Messico     | Renata Zarazúa   | 103      | 6              |
| Stati Uniti | Katie Volynets   | 105      | 7              |
| Francia     | Alizé Cornet     | 107      | 8              |

* Ranking al 24 aprile 2023.

### Altre partecipanti
Le seguenti giocatrici hanno ricevuto una wild card per il tabellone principale:
- Loïs Boisson
- Varvara Gracheva
- Carole Monnet

Le seguenti giocatrici sono passate dalle qualificazioni:
- Astrid Lew Yan Foon
- Iryna Šymanovič
- Solana Sierra
- Eden Silva

La seguente giocatrice è entrata in tabellone come lucky loser:
- Margaux Rouvroy

### Ritiri
Prima del torneo
- Sachia Vickery → sostituita da  Margaux Rouvroy

## Partecipanti al doppio

### Teste di serie
| Nazione   | Giocatrice         | Nazione     | Giocatrice        | Rank1 | Seed |
| --------- | ------------------ | ----------- | ----------------- | ----- | ---- |
| Messico   | Giuliana Olmos     |             | Aleksandra Panova | 81    | 1    |
| Australia | Olivia Gadecki     | Regno Unito | Olivia Nicholls   | 149   | 2    |
| Italia    | Angelica Moratelli | Italia      | Camilla Rosatello | 150   | 3    |
| Polonia   | Katarzyna Kawa     | Paesi Bassi | Bibiane Schoofs   | 183   | 4    |

* Ranking al 22 aprile 2024.

## Campionesse

### Singolare
Loïs Boisson ha sconfitto in finale  Chloé Paquet con il punteggio di 4-6, 7-6(3), 6-3.

### Doppio
Amina Anšba /  Anastasia Dețiuc hanno sconfitto in finale  Estelle Cascino /  Carole Monnet con il punteggio di 7-6(7), 2-6, [10-5].